# Latschesar Baltanow
Latschesar Baltanow (bulgarisch Лъчезар Балтанов; * 11. Juli 1988 in Sofia) ist ein bulgarischer Fußballspieler, der seit der Saison 2014/15 bei dem bulgarischen Erstligisten Botew Plowdiw spielt. Außerdem war er U-21-Nationalspieler Bulgariens. Seine Position ist das Mittelfeld.

## Karriere
Baltanow begann seine Karriere in der Jugendmannschaft von Lewski Sofia, von welcher er 2004 in die erste Mannschaft geholt wurde. In seiner ersten Saison wurde man Vizemeister und konnte durch einen 2:1-Erfolg im Finale gegen den ZSKA Sofia den Pokal gewinnen. 2006 folgte dann der erste Meistertitel und 2006/07 konnte man das Double gewinnen. 2008/09 folgte dan Baltanows dritter Meistertitel, diesmal war er als Stammspieler maßgeblich an diesen Erfolg beteiligt.
2006/07 spielte er das erste Mal auf europäischer Klubebene. In der Champions-League-Saison 06/07 spielte er im Gruppenspiel gegen den FC Chelsea ab der 59. Minute. Das Spiel an der Stamford Bridge wurde 0:2 verloren.
In der Sommerpause 2012 unterschrieb er ein Zweijahresvertrag bei dem bulgarischen FC Tschernomorez Burgas und wechselte an der Schwarzmeerküste. In seinem zweiten Jahr, der A Grupa 2013/14, stieg Tschernomorez aus der ersten Liga ab und Baltanow verließ den Verein. Er kehrte im Juli 2014 zunächst zu Lewski Sofia zurück, einen Monat später löste man den Vertrag wieder und er schloss sich Botew Plowdiw an.

## Erfolge
- Bulgarischer Meister 2006, 2007, 2009
- Bulgarischer Pokalsieger 2005, 2007